# Roecliffe
Roecliffe – wieś w Anglii, w hrabstwie North Yorkshire, w dystrykcie (unitary authority) North Yorkshire. Leży 26 km na północny zachód od miasta York i 299 km na północ od Londynu.